# Topònims de Faidella
Llistat de topònims de l'antic poble de Faidella, en el terme municipal d'Abella de la Conca, al Pallars Jussà presents a la Viquipèdia.

## Edificis de Faidella
- Castells: Castell de Faidella
- Esglésies romàniques: La Santíssima Trinitat de Faidella

### Masies (pel que fa a l'edifici)
| - Ca l'Arte | - Lo Serrat |  |

## Geografia de Faidella
- Clots: Clot de Faidella

- Colls, collades, graus i passos: Coll de Faidella, o de Baió

### Diversos (indrets i partides)
| - Ca l'Arte | - Lo Castell | - Bassa de Faidella | - Lo Pas de Faidella |

## Entitats de població
- Faidella

## Masies (pel que fa al territori)
| - Ca l'Arte | - Lo Serrat |  |  |

## Obagues
- Obaga de la Borda

## Partides rurals
| - Clot de Faidella | - Faidella |  |  |

## Roques
- La Penya Blanca

## Serres
| - La Sedella de Ca l'Arte | - Serrat de l'Estremer |  |  |

## Vies de comunicació
| - Camí de Faidella | - Carretera L-511 |  |  |